# خیرآباد (زرند)
خیرآباد (زرند)، روستایی از توابع بخش مرکزی شهرستان زرند در استان کرمان ایران است.

## جمعیت
این روستا در دهستان محمدآباد قرار دارد و براساس سرشماری مرکز آمار ایران در سال 1395 جمعیت آن 852 نفر(۱94خانوار) بوده‌است.